# Садальская, Каролина
Кароли́на Сада́льская (пол. Karolina Sadalska; 30 июня 1981, Гожув-Велькопольский) — польская гребчиха-байдарочница, выступала за сборную Польши в первой половине 2000-х годов. Участница летних Олимпийских игр в Афинах, чемпионка мира, трижды бронзовая призёрша чемпионатов Европы, победительница многих регат национального и международного значения.

## Биография
Каролина Садальская родилась 30 июня 1981 года в городе Гожув-Велькопольский Любуского воеводства. Активно заниматься греблей начала с раннего детства, проходила подготовку в местном спортивном клубе MKKS-MOS.
Первого серьёзного успеха на взрослом международном уровне добилась в 2001 году, когда попала в основной состав польской национальной сборной и побывала на чемпионате Европы в Милане, откуда привезла награду бронзового достоинства, выигранную в зачёте четырёхместных байдарок на дистанции 200 метров. Позже выступила на домашнем чемпионате мира в Познани, где стала бронзовой и серебряной призёршей в четвёрках на двухстах и тысяче метрах соответственно. Год спустя на европейском первенстве в Сегеде получила бронзу среди байдарок-четвёрок на дистанциях 500 и 1000 метров, тогда как на мировом первенстве в испанской Севилье в километровой гонке четырёхместных экипажей обогнала всех своих соперниц и завоевала тем самым золотую медаль.
В 2003 году на чемпионате мира в американском Гейнсвилле Садальская взяла бронзу в четвёрках на двухстах метрах и серебро в четвёрках на пятистах метрах. Благодаря череде удачных выступлений удостоилась права защищать честь страны на летних Олимпийских играх 2004 года в Афинах — в программе четвёрок на пятистах метрах дошла до финала и показала в решающем заезде четвёртый результат, немного не дотянув до призовых позиций. Вскоре по окончании этих соревнований приняла решение завершить карьеру профессиональной спортсменки, уступив место в сборной молодым польским гребчихам.